# S-Bahn del Tirolo
La S-Bahn del Tirolo (in tedesco S-Bahn Tirol) è un sistema di trasporto ferroviario suburbano gestito dalla ÖBB.

## Rete
- S1 Lienz - Oberdrauburg
- S2 Lienz - San Candido
- S3 Innsbruck - Brennero
- S4 Kufstein - Telfs-Pfaffenhofen
- S5 Jenbach - Ötztal
- S6 Innsbruck - Garmisch-Partenkirchen
- S7 Garmisch-Partenkirchen - Pfronten-Steinach
- S8 Wörgl - Hochfilzen

## Storia
La prima linea di S-Bahn iniziò ad essere operativa il 9 dicembre 2007, con un cadenzamento di 30 minuti tra le 6.00 e le 22.00, utilizzando il percorso della valle dell'Inn e la ferrovia dell'Arlberg con fermata ad Hall, Rum, Innsbruck, Innsbruck Westbahnhof, Völs, Kematen in Tirol, Zirl, Inzing, Hatting, Flaurling, Oberhofen im Inntal e Telfs-Pfaffenhofen. Il 14 dicembre 2008 partì anche la seconda linea con servizi sulla Ferrovia del Brennero.